# العر (العبدية)

تعديل مصدري - تعديل

العر هي إحدى قرى عزلة ال مقبل بمديرية العبدية التابعة لمحافظة مأرب، بلغ تعداد سكانها 45 نسمة حسب تعداد اليمن لعام 2004.